# انکنباخ-آلزنبورن
انکنباخ-آلزنبورن (به آلمانی: Enkenbach-Alsenborn) یک شهر در آلمان است که در Landkreis Kaiserslautern واقع شده‌است. انکنباخ-آلزنبورن ۷٬۳۲۳ نفر جمعیت دارد.

## خواهرخوانده
شهر سنت میهیل خواهرخواندهٔ انکنباخ-آلزنبورن هست.